# الجهة (تقسيم إداري مغربي)
الجهة هي أحد مستويات التنظيم الترابي للمغرب ويبلغ عددها 12 جهة، وهي عبارة عن جماعة ترابية خاضعة للقانون العام، تتمتع بالشخصية الاعتبارية والاستقلال الإداري والمالي، باعتبارها تنظيما لامركزيا يقوم على الجهوية المتقدمة. 

## التدبير
تدبر الجهة شؤونها بشكل حر، يخول لها سلطة التداول بكيفية ديمقراطية وسلطة تنفيذ مداولاتها ومقرراتها. للجهة مكانة الصدارة مقارنة بالجماعات الترابية الأخرى فيما يخص إعداد برامج التنمية الجهوية والتصاميم الجهوية لإعداد التراب وتنفيذها وتتبعها.  تم وضع صندوق للتأهيل الاجتماعي للجهات بهدف تنمية مجالات التنمية البشرية، والبنيات التحتية الأساسية والتجهيزات، ووضع صندوق للتضامن بين الجهات بهدف التوزيع المتكافئ للموارد قصد التقليص من التفاوتات بينها. 

## اختصاصات الجهة

### الاختصاصات العامة
النهوض بالتنمية المندمجة والمستدامة للجهة 
تحسين جاذبية المجال الترابي للجهة وتقوية تنافسيتها الاقتصادية
تشجيع المقاولة
تسريع توطين الأنشطة المنتجة للثروة والشغل
الاستعمال الأمثل للموارد الطبيعية وتثمينها والمحافظة عليها
تحسين القدرات التدبيرية للموارد البشرية وتكوينها 

### الاختصاصات الذاتية الخاصة بالجهة
- التنمية الجهوية : التنمية الاقتصادية، التكوين المهني، التكوين المستمر والشغل، التنمية القروية، النقل، الثقافة، البيئة والتعاون الدولي.
- إعداد التراب : إعداد وتتبع تنفيذ برنامج التنمية الجهوية والتصميم الجهوي لإعداد التراب. [2]

### اختصاصات الجهة المشتركة مع الدولة
- التنمية الاقتصادية : تحسين جاذبية المجالات الترابية وتقوية التنافسية، التنمية المستدامة، الشغل، البحث العلمي التطبيقي
- التنمية القروية : تأهيل العالم القروي، تنمية المناطق الجبلية والواحات، إحداث أقطاب فلاحية، تعميم التزويد بالماء الصالح للشرب والكهرباء وفك العزلة؛
- التنمية الاجتماعية : التأهيل الاجتماعي، المساعدة الاجتماعية، إعادة الاعتبار للمدن والانسجة العتيقة، إنعاش السكن الاجتماعي، إنعاش الرياضة والترفيه؛
- البيئة : الحماية من الفيضانات، الحفاظ على الموارد الطبيعية والتنوع البيولوجي ومكافحة التلوث والتصحر، المحافظة على المناطق المحمية، المحافظة على المنظومة البيئية الغابويــة، المحافظة على الموارد المائية؛
- الثقافة : الاعتناء بتراث الجهة وثقافتها المحلية، صيانة الآثار ودعم الخصوصيات الجهوية، وإحداث وتدبير المؤسسات الثقافية؛
- السياحة : إنعاش السياحة. [2]

### اختصاصات الجهة المنقولة لها من الدولة
- التجهيزات والبنيات التحتية ذات البعد الجهوي،
- الصناعة
- الصحة
- التجارة
- التعليم
- الثقافة
- الرياضة
- الطاقة والماء والبيئة [2]

## قائمة جهات المغرب
- جهة بني ملال - خنيفرة
- جهة الدار البيضاء - سطات
- جهة الداخلة - وادي الذهب
- جهة درعة - تافيلالت
- جهة فاس - مكناس
- جهة كلميم - واد نون
- جهة العيون - الساقية الحمراء
- جهة الشرق
- جهة الرباط - سلا - القنيطرة
- جهة طنجة - تطوان - الحسيمة
- جهة مراكش - آسفي
- جهة سوس - ماسة [1]